# Mikołaj z Błażejowa
Mikołaj z Błażejowa, Mikołaj z Błażejowic herbu Odrowąż (ur. ok. 1405, zm. 21 lipca 1474 w Brzozowie) – biskup przemyski, kanclerz Wielkiego Księstwa Litewskiego w 1434 roku, sekretarz Wielkiego Księstwa Litewskiego w 1432 roku, sekretarz królewski w 1451 roku, dziekan sandomierski w 1452 roku, prepozyt wileński w 1449 roku, kustosz krakowski w 1454 roku, kanonik gnieźnieński w 1452 roku.
Studiował w Akademii Krakowskiej w 1422 roku. Po studiach, został kustoszem katedry krakowskiej i sekretarzem królewskim. W dniu 11 sierpnia 1452 prekonizowany biskupem przemyskim. Od króla Kazimierza Jagiellończyka otrzymał liczne przywileje dla diecezji. Rozpoczął budowę nowej katedry. Wprowadził nowe prawodawstwo kapitulne. Erygował wiele nowych parafii na terenie diecezji przemyskiej. Brał czynny udział w działalności politycznej.
Za jego rządów do diecezji przybyli bernardyni, którzy w 1465 objęli klasztor świętej Barbary w Przeworsku, ufundowany cztery lata wcześniej przez Rafała Jakuba Jarosławskiego.
Był gwarantem pokoju toruńskiego 1466 roku.

### Literatura dodatkowa
- Ks. Jan Kwolek: Błażejowski Mikołaj. W: Polski Słownik Biograficzny. T. 2: Beyzym Jan – Brownsford Marja. Kraków: Polska Akademia Umiejętności – Skład Główny w Księgarniach Gebethnera i Wolffa, 1936, s. 131–132. Reprint: Zakład Narodowy im. Ossolińskich, Kraków 1989, ISBN 83-04-03291-0